# Vieux Quaremont
Le Vieux Quaremont (Oude Kwaremont en néerlandais) est une côte pavée allant vers le village de Quaremont, situé sur la commune de Kluisbergen dans les Ardennes flamandes. Il est situé à proximité du mont de l'Enclus et de la frontière linguistique. Il est surtout connu par le passage du Tour des Flandres.
Jusqu'en 2011, il figure le plus souvent parmi les premières pentes de la course, c'est pourquoi il a rarement un rôle décisif. Depuis 2012, son enchaînement avec le Paterberg constitue le juge de paix du Tour des Flandres, en remplacement du Mur de Grammont et du Bosberg. Les premiers 600 mètres sont sur une route asphaltée et étroite. Les 1 600 mètres suivants sont un secteur pavé. Les pavés du Vieux Quaremont sont protégés depuis 1993. Le Vieux Quaremont est à partir de 1974 le successeur du Quaremont qui est parallèle sur la grand-route entre Berchem et Renaix.
Le Vieux Quaremont a déjà été escaladé 35 fois dans le Tour des Flandres (1974-2008). Jusqu'en 1984, il en a été la première pente, suivi par le Nieuwe Kruisberg en 1974 et 1975, puis par le Koppenberg à partir de 1976. En 1985, le Vieux Quaremont est situé entre le Molenberg et le Koppenberg. Dans la période 1986-1989, il est situé entre le Molenberg et le Paterberg. En 1990, il est le premier mont, suivi du Paterberg. En 1991, il se situe entre le Tiegemberg et le Paterberg. En 1992, des travaux empêchent le passage de la course. De 1993 à 2003, le Vieux Quaremont est située continuellement entre la Côte de Trieu (Knokteberg) et le Paterberg. De 2004 à 2006 et en 2008, il est situé entre le Wolvenberg et Paterberg. En 2007, il se trouve à nouveau entre la Côte de Trieu et le Paterberg. En 2014, il sera emprunté à trois reprises et sera la 16e et avant-dernière montée avant le Paterberg.
Le Vieux Quaremont a été emprunté plus de 30 fois (1975, 1977-1980, 1981-1985, 1987-2003, 2005-2007) par le circuit Het Nieuwsblad. Il est régulièrement escaladé dans le Grand Prix E3, Kuurne-Bruxelles-Kuurne et également dans À travers les Flandres.

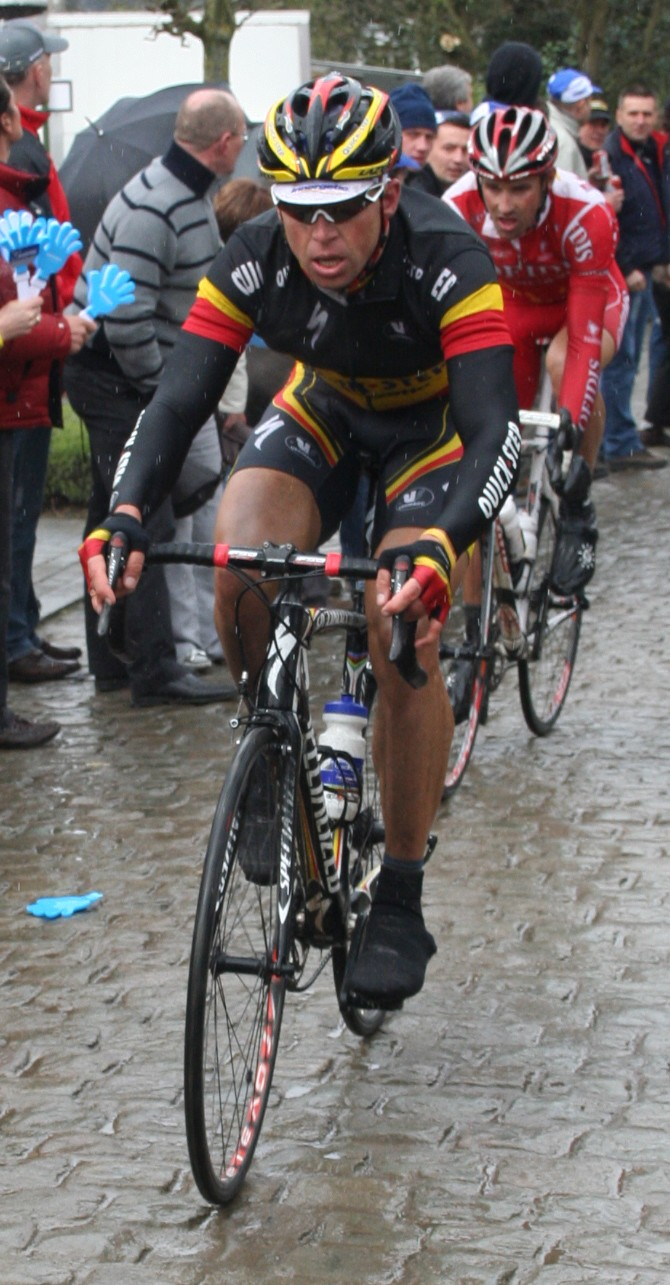
Stijn Devolder lors du Tour des Flandres 2008 dans le Vieux Quaremont.
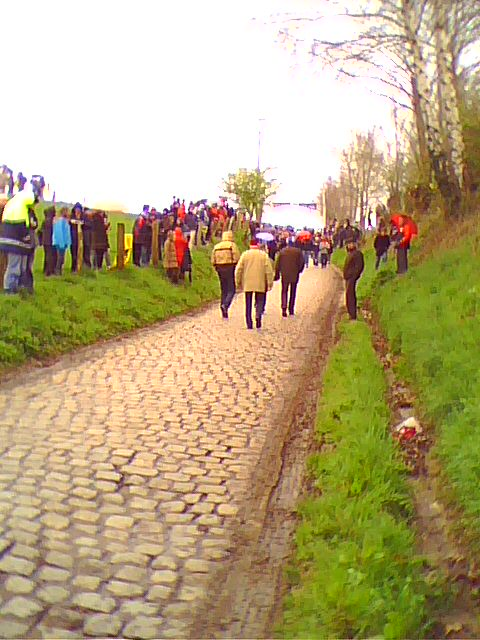
Le vieux Quaremont le jour du « Ronde ».
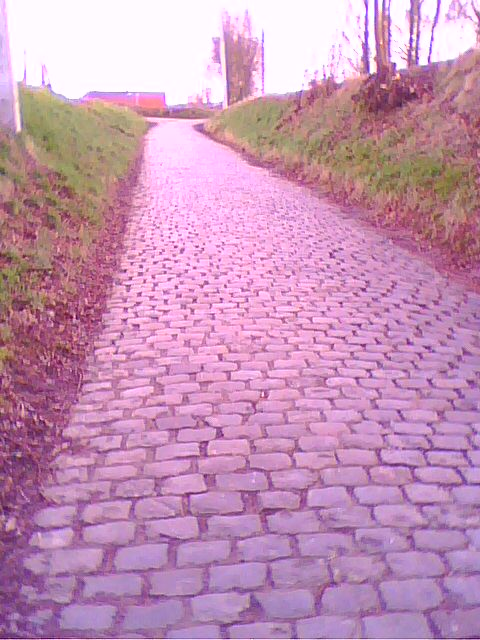
Vue du Vieux Quaremont.
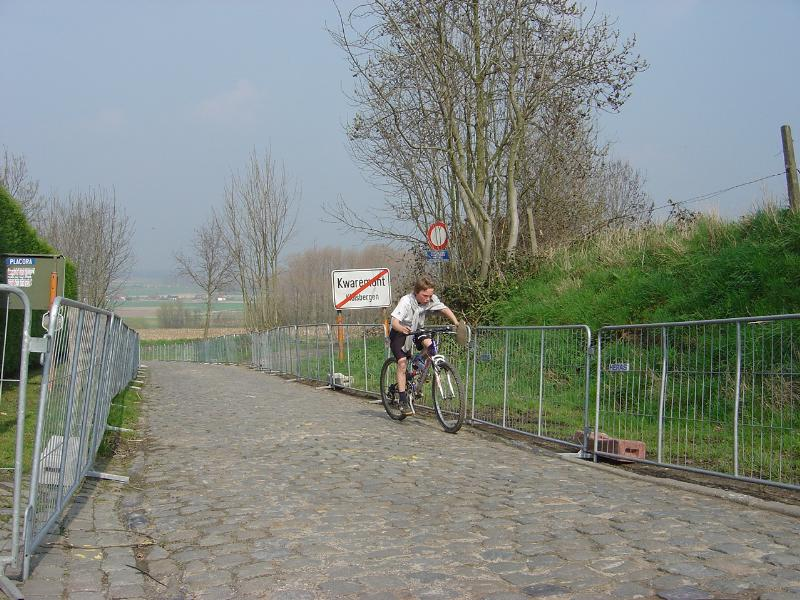
Enfant grimpant le Vieux Quaremont.